# Piotr Żyła
Piotr Paweł Żyła (Cieszyn, 16 gennaio 1987) è un saltatore con gli sci polacco.

## Biografia
Żyła, originario di Wisła, in Coppa del Mondo ha esordito il 21 gennaio 2006 a Sapporo (19°), ha ottenuto il primo podio il 29 gennaio 2011 a Willingen (3°) e la prima vittoria il 17 marzo 2013 a Oslo.
In carriera ha partecipato a due edizioni dei Giochi olimpici invernali, Soči 2014 (34º nel trampolino lungo, 4º nella gara a squadre) e Pechino 2022 (21º nel trampolino normale, 18º nel trampolino lungo, 6º nella gara a squadre), a nove dei Campionati mondiali, vincendo sette medaglie (tra cui due titoli iridati individuali e uno a squadre), e a sei dei Mondiali di volo, vincendo due medaglie.

## Palmarès

### Mondiali
- 7 medaglie:
  - 3 ori (gara a squadre dal trampolino lungo a Lahti 2017; trampolino normale a Oberstdorf 2021; trampolino normale a Planica 2023)
  - 4 bronzi (gara a squadre dal trampolino lungo a Val di Fiemme 2013; gare a squadre dal trampolino lungo a Falun 2015; trampolino lungo a Lahti 2017; gara a squadre dal trampolino lungo a Oberstdorf 2021)

### Mondiali di volo
- 2 medaglie:
  - 2 bronzi (gara a squadre a Oberstdorf 2018; gara a squadre a Planica 2020)

### Mondiali juniores
- 1 medaglia:
  - 1 argento (gara a squadre a Rovaniemi 2005)

### Coppa del Mondo
- Miglior piazzamento in classifica generale: 4º nel 2019
- 49 podi (23 individuali, 26 a squadre):
  - 9 vittorie (2 individuali, 7 a squadre)
  - 17 secondi posti (7 individuali, 10 a squadre)
  - 23 terzi posti (14 individuali, 9 a squadre)

#### Coppa del Mondo - vittorie
| Data             | Località    | Nazione     | Trampolino                                                          |
| ---------------- | ----------- | ----------- | ------------------------------------------------------------------- |
| 17 marzo 2013    | Oslo        | Norvegia    | Holmenkollen HS134                                                  |
| 3 dicembre 2016  | Klingenthal | Germania    | Vogtland Arena HS140 (con Maciej Kot, Dawid Kubacki e Kamil Stoch)  |
| 28 gennaio 2017  | Willingen   | Germania    | Mühlenkopf HS145 (con Dawid Kubacki, Maciej Kot e Kamil Stoch)      |
| 17 novembre 2018 | Wisła       | Polonia     | Malinka HS134 (con Jakub Wolny, Dawid Kubacki e Kamil Stoch)        |
| 15 febbraio 2019 | Willingen   | Germania    | Mühlenkopf HS145 (con Jakub Wolny, Dawid Kubacki e Kamil Stoch)     |
| 23 marzo 2019    | Planica     | Slovenia    | Letalnica HS240 (con Jakub Wolny, Kamil Stoch e Dawid Kubacki)      |
| 14 dicembre 2019 | Klingenthal | Germania    | Vogtland Arena HS140 (con Jakub Wolny, Kamil Stoch e Dawid Kubacki) |
| 15 febbraio 2020 | Tauplitz    | Austria     | Kulm HS235                                                          |
| 11 febbraio 2023 | Lake Placid | Stati Uniti | MacKenzie HS128 (con Dawid Kubacki)                                 |

#### Torneo dei quattro trampolini
- 3 podi di tappa[1]:
  - 1 secondo posto
  - 2 terzi posti

### Summer Grand Prix
- Miglior piazzamento in classifica generale: 3º nel 2019 e nel 2021
- 23 podi (14 individuali, 9 squadre):
  - 6 vittorie (1 individuale, 5 a squadre)
  - 12 secondi posti (8 individuali, 4 a squadre)
  - 5 terzi posti (individuali)

#### Summer Grand Prix - vittorie
| Data           | Località   | Nazione  | Trampolino                                                            |
| -------------- | ---------- | -------- | --------------------------------------------------------------------- |
| 25 luglio 2014 | Wisła      | Polonia  | Malinka HS134 (con Maciej Kot, Kamil Stoch e Dawid Kubacki)           |
| 31 luglio 2015 | Wisła      | Polonia  | Malinka HS134 (con Maciej Kot, Kamil Stoch e Dawid Kubacki)           |
| 14 luglio 2017 | Wisła      | Polonia  | Malinka HS134 (con Maciej Kot, Kamil Stoch e Dawid Kubacki)           |
| 21 luglio 2018 | Wisła      | Polonia  | Malinka HS134 (con Maciej Kot, Kamil Stoch e Dawid Kubacki)           |
| 4 agosto 2018  | Einsiedeln | Svizzera | Schanzen Einsiedeln HS117                                             |
| 20 luglio 2019 | Wisła      | Polonia  | Malinka HS134 (con Aleksander Zniszczoł, Kamil Stoch e Dawid Kubacki) |